# Ausztrália az Eurovíziós Dalfesztiválokon
Ausztrália eddig tíz alkalommal vett részt az Eurovíziós Dalfesztiválon.
Az ausztrál műsorsugárzó a Special Broadcasting Service (SBS), amely társult tagja az Európai Műsorsugárzók Uniójának, és 2015-ben csatlakozott a versenyhez.

## Története

### Évről évre
Az ausztrál SBS televízió több mint 30 éve, 1983 óta közvetíti az Eurovíziós Dalfesztivált. A dalfesztivál évről évre népes nézőközönséget vonz és nagy népszerűségnek örvend Ausztráliában, elsősorban az ország erőteljes európai politikai és kulturális kapcsolatai miatt.
2009-ben volt először önálló ausztrál kommentátora a versenynek Julia Zemiro és Sam Pang személyében. 2017 óta Myf Warhurst és Joel Creasey kommentálja a műsort az ausztrál nézőknek.
Ausztrália 2014-ben küldött egy vendégprodukciót, melyet versenyen kívül, a második elődöntő szavazási szünetében közvetítettek. Ekkor Jessica Mauboy adta elő Sea of Flags című dalát, mely kifejezetten erre az alkalomra íródott.
2015. február 10-én az Európai Műsorsugárzók Uniója bejelentette, hogy a hatvanadik Eurovíziós Dalfesztivál alkalmából Ausztrália is versenyezhet a dalfesztiválon. Emellett jogot kaptak arra, hogy szavazzanak mindkét elődöntőben és a döntőben is. Erre korábban egyetlen ország esetében sem volt példa. Az ausztrál versenyző közvetlenül a döntőbe jutott, és ugyanazokkal a feltételekkel versenyzett, mint a többi ország. Minden ország szavazhatott az ausztrál dalra is, viszont továbbra is fennállt az a szabály, hogy senki sem szavazhat a saját országára. Ausztrália automatikus döntőbe jutásának az volt a magyarázata, hogy nem szerették volna, ha csökkenti a többi, elődöntőkön résztvevő országok döntőbe jutási esélyét. Az ország első hivatalos indulója Guy Sebastian és a Tonight Again című dal végül az 5. helyet szerezte meg a bécsi döntőn. Ha Ausztrália megnyerte volna a versenyt, akkor az SBS lett volna a társ-házigazdája a következő versenynek, melyet egy európai országban rendeztek volna meg egy EBU-tag műsorszolgáltató társasággal közösen.
Ausztrália az eredeti tervek szerint csak egyszeri lehetőséget kapott a részvételre, viszont ha megnyerte volna a versenyt, akkor jogot nyert volna arra, hogy a következő Eurovízión is részt vegyen. Később, 2015. november 17-én bejelentették, hogy az ország a soron következő, stockholmi versenyen is indulhat, ezúttal viszont részt kell vennie az egyik elődöntőben. Az SBS Dami Im dél-koreai származású énekesnő Sound of Silence című dalát választotta az ország képviseletére, így ő lett az első ázsiai énekes az Eurovízión. 2016-ban új szavazási rendszert vezettek be; az 1975-2015 között használatos rendszer szerint Ausztrália nyerte volna a 2016-os versenyt. Az új szabályok értelmében viszont a második helyen végeztek. 2017-ben Isaiah Firebrace-el a 9. helyezést érték el, 2018-ban pedig eddigi legrosszabb eredményüket (20. hely) szerezték meg a 2014-ben vendégprodukcióként fellépő Jessica Mauboy-al. 2019-ben bejelentették, hogy ezúttal a szigetország először nemzeti döntővel választja ki indulóját, aki végül Kate Miller-Heidke és a Zero Gravity című dal lett. Nem sokkal a döntő után az EBU bejelentette, hogy öt évre meghosszabbítják Ausztrália részvételét a dalversenyen.
2020-ban Montaigne és a Don’t Break Me nyerte el az indulás jogát a nemzeti döntőn, azonban március 18-án az Európai Műsorsugárzók Uniója bejelentette, hogy 2020-ban nem tudják megrendezni a versenyt a COVID–19-koronavírus-világjárvány miatt. Az ausztrál műsorsugárzó jóvoltából az énekesnő lehetőséget kapott az ország képviseletére a következő évben egy új versenydallal, melynek címe Technicolour volt. Április 20-án az SBS bejelentette, hogy az ország delegációja nem tud a helyszínre utazni, ezért az énekesnő előre felvett live-on-tape produkciójával versenyeztek. Ausztrália volt az első és egyetlen ország, amelyik bejelentette, hogy nem vesznek részt élőben a versenyen. A május 18-i elődöntőben végül az ország eurovíziós történelme során először nem sikerült kvalifikálni magát a döntőbe. A következő évben azonban bejutottak a döntőbe, ahol tizenötödik helyen végeztek Sheldon Riley-val. 2023-ban a Voyager versenyzett Ausztrália színeiben Liverpoolban, akik az elődöntő megnyerése után a döntőben kilencedik helyezettek lettek. 2024-ben másodjára nem jutottak tovább a döntőbe, azonban 7 pont választotta el az országot képviselő Electric Fieldset a továbbjutástól.

### Nyelvhasználat
A nyelvhasználatot korlátozó szabály 1999-ig volt érvényben, vagyis Ausztrália 2015-ös debütálásakor már szabadon megválaszthatták az indulók, hogy milyen nyelvű dallal neveznek.
Ausztrália eddigi tizenegy versenydalának mindegyike teljes egészében angol nyelvű volt.
2024-es dal tartalmazott egy többször ismételt kifejezést az ausztrál yankunytjatjara nyelven is, míg 2025-ös daluk tartalmazott egy mondatot francia nyelven.
Nem meglepő, hogy Ausztrália a szabad nyelvhasználat éveiben is a saját nyelvén énekelt, hiszen hagyományosan előnynek tekintik, ha valaki angol nyelvű dallal nevez. A többi részt vevő ország – melyeknek nem hivatalos nyelve az angol – gyakran angol nyelvű dalokkal nevezett, amikor lehetőség volt rá.

### Nemzeti döntő
Ausztráliában nem alakult ki hagyományos, minden évben megrendezett nemzeti válogató. 2015 és 2018 között az ausztrál köztévé belső kiválasztással választotta ki az előadókat és dalokat. 2019-ben először rendeztek nemzeti döntőt Eurovision: Australia Decides névvel. A sorozat egyfordulós volt, összesen tíz dal versenyzett az eurovízióra való kijutásért, ahol egy többtagú szakmai zsűri és a nézők választották ki az ausztrál eurovíziós dalt. 2020-ban nem változtattak a formátumon, azonban 2021-ben nem rendezték meg a műsort, mivel a 2020-as képviselőjük új lehetőséget kapott a műsorszolgáltatótól, miután elmaradt a verseny a Covid19-pandémia miatt. 2022-ben és 2023-ban ismét ezzel a műsorral választották ki dalukat a versenyre. Ezután visszatértek a belső kiválasztáshoz.

## Résztvevők
| Év   | Előadó             | Dal                     | Magyar fordítás  | Döntő                   | Pontszám                | Elődöntő             | Pontszám             |
| ---- | ------------------ | ----------------------- | ---------------- | ----------------------- | ----------------------- | -------------------- | -------------------- |
| 2015 | Guy Sebastian      | Tonight Again           | Ma éjjel újra    | 5.                      | 196                     | Automatikusan döntős | Automatikusan döntős |
| 2016 | Dami Im            | Sound of Silence        | A csend hangja   | 2.                      | 511                     | 1.                   | 330                  |
| 2017 | Isaiah             | Don’t Come Easy         | Nem jön könnyen  | 9.                      | 173                     | 6.                   | 160                  |
| 2018 | Jessica Mauboy     | We Got Love             | Szeretet kaptunk | 20.                     | 99                      | 4.                   | 212                  |
| 2019 | Kate Miller-Heidke | Zero Gravity            | Nulla gravitáció | 9.                      | 284                     | 1.                   | 261                  |
| 2020 | Montaigne          | Don’t Break Me          | Ne törj össze!   | Elmaradt a verseny      | Elmaradt a verseny      | Elmaradt a verseny   | Elmaradt a verseny   |
| 2021 | Montaigne          | Technicolour            | Színpompa        | Nem jutott be a döntőbe | Nem jutott be a döntőbe | 14.                  | 28                   |
| 2022 | Sheldon Riley      | Not the Same            | Nem ugyanaz      | 15.                     | 125                     | 2.                   | 243                  |
| 2023 | Voyager            | Promise                 | Ígéret           | 9.                      | 151                     | 1.                   | 149                  |
| 2024 | Electric Fields    | One Milkali (One Blood) | Egy vér          | Nem jutott be a döntőbe | Nem jutott be a döntőbe | 11.                  | 41                   |
| 2025 | Go-Jo              | Milkshake Man           | Turmix ember     | Nem jutott be a döntőbe | Nem jutott be a döntőbe | 11.                  | 41                   |
| 2026 |                    |                         |                  |                         |                         |                      |                      |

## Szavazástörténet

### 2015–2025
| Hely | Ország     | Pont |
| ---- | ---------- | ---- |
| 1.   | Svédország | 64   |
| 2.   | Belgium    | 51   |
| 3.   | Izrael     | 50   |
| 4.   | Moldova    | 42   |
| 5.   | Ciprus     | 42   |
| 6.   | Málta      | 40   |
| 7.   | Ukrajna    | 39   |
| 8.   | Írország   | 38   |
| 9.   | Litvánia   | 38   |
| 10.  | Szerbia    | 36   |

| Hely | Ország        | Pont |
| ---- | ------------- | ---- |
| 1.   | Lengyelország | 83   |
| 2.   | Belgium       | 72   |
| 3.   | Izrael        | 60   |
| 4.   | Finnország    | 54   |
| 5.   | Dánia         | 53   |
| 6.   | Izland        | 52   |
| 7.   | Svédország    | 51   |
| 8.   | Ukrajna       | 50   |
| 9.   | Németország   | 48   |
| 10.  | Lettország    | 46   |

Ausztrália mindegyik országnak adott legalább egy pontot az elődöntőkben
Ausztrália mindegyik országtól kapott legalább egy pontot az elődöntőkben
| Hely | Ország             | Pont |
| ---- | ------------------ | ---- |
| 1.   | Svédország         | 107  |
| 2.   | Izrael             | 59   |
| 3.   | Belgium            | 54   |
| 4.   | Ukrajna            | 51   |
| 5.   | Finnország         | 43   |
| 6.   | Málta              | 43   |
| 7.   | Franciaország      | 41   |
| 8.   | Egyesült Királyság | 40   |
| 9.   | Svájc              | 40   |
| 10.  | Olaszország        | 40   |

| Hely | Ország             | Pont |
| ---- | ------------------ | ---- |
| 1.   | Svédország         | 76   |
| 2.   | Izland             | 71   |
| 3.   | Egyesült Királyság | 71   |
| 4.   | Lengyelország      | 64   |
| 5.   | Finnország         | 62   |
| 6.   | Németország        | 58   |
| 7.   | Dánia              | 54   |
| 8.   | Moldova            | 51   |
| 9.   | Spanyolország      | 50   |
| 10.  | Észtország         | 50   |

Ausztrália még sosem adott pontot a döntőben a következő országoknak: Fehéroroszország, Magyarország, Montenegró és San Marino
Ausztrália mindegyik országtól kapott legalább egy pontot a döntőkben

## Háttér
| Év        | Rendező                                           | Kommentátor                                       | Pontbejelentő                                    |
| --------- | ------------------------------------------------- | ------------------------------------------------- | ------------------------------------------------ |
| 1983–2000 | kommentár nélkül vagy kommentár a BBC-n keresztül | kommentár nélkül vagy kommentár a BBC-n keresztül | Nem vettek részt                                 |
| 2001      | Koppenhága                                        | Mary Coustas                                      | Nem vettek részt                                 |
| 2002      | Tallinn                                           | kommentár a BBC-n keresztül                       | Nem vettek részt                                 |
| 2003      | Riga                                              | Des Mangan                                        | Nem vettek részt                                 |
| 2004      | Isztambul                                         | Des Mangan                                        | Nem vettek részt                                 |
| 2005–2008 | Nem vettek részt és nem közvetítették a versenyt  | Nem vettek részt és nem közvetítették a versenyt  | Nem vettek részt és nem közvetítették a versenyt |
| 2009      | Moszkva                                           | Julia Zemiro és Sam Pang                          | Nem vettek részt                                 |
| 2010      | Oslo                                              | Julia Zemiro és Sam Pang                          | Nem vettek részt                                 |
| 2011      | Düsseldorf                                        | Julia Zemiro és Sam Pang                          | Nem vettek részt                                 |
| 2012      | Baku                                              | Julia Zemiro és Sam Pang                          | Nem vettek részt                                 |
| 2013      | Malmö                                             | Julia Zemiro és Sam Pang                          | Nem vettek részt                                 |
| 2014      | Koppenhága                                        | Julia Zemiro és Sam Pang                          | Nem vettek részt                                 |
| 2015      | Bécs                                              | Julia Zemiro és Sam Pang                          | Lee Lin Chin                                     |
| 2016      | Stockholm                                         | Julia Zemiro és Sam Pang                          | Lee Lin Chin                                     |
| 2017      | Kijev                                             | Myf Warhurst és Joel Creasey                      | Lee Lin Chin                                     |
| 2018      | Lisszabon                                         | Myf Warhurst és Joel Creasey                      | Ricardo Gonçalves                                |
| 2019      | Tel-Aviv                                          | Myf Warhurst és Joel Creasey                      | Electric Fields                                  |
| 2021      | Rotterdam                                         | Myf Warhurst és Joel Creasey                      | Joel Creasey                                     |
| 2022      | Torino                                            | Myf Warhurst és Joel Creasey                      | Courtney Act                                     |
| 2023      | Liverpool                                         | Myf Warhurst és Joel Creasey                      | Catherine Martin                                 |
| 2024      | Malmö                                             | Myf Warhurst és Joel Creasey                      | Danny Estrin                                     |
| 2025      | Bázel                                             | Courtney Act és Tony Armstrong                    | Silia Kapsis                                     |
| 2026      | Bécs                                              |                                                   |                                                  |

## Díjak

### Marcel Bezençon-díj
| Kategória       | Év   | Előadó             | Dal              | Zeneszerző(k) Szöveg / zene        | Eredmény az Eurovízión | Eredmény az Eurovízión | Helyszín              |
| Kategória       | Év   | Előadó             | Dal              | Zeneszerző(k) Szöveg / zene        | Helyezés               | Pontszám               | Helyszín              |
| --------------- | ---- | ------------------ | ---------------- | ---------------------------------- | ---------------------- | ---------------------- | --------------------- |
| Zeneszerzői díj | 2016 | Dami Im            | Sound of Silence | Anthony Egizii és David Musumeci   | 2.                     | 511                    | Svédország, Stockholm |
| Zeneszerzői díj | 2019 | Kate Miller-Heidke | Zero Gravity     | Kate Miller-Heidke és Keir Nuttall | 9.                     | 285                    | Izrael, Tel-Aviv      |

## Galéria

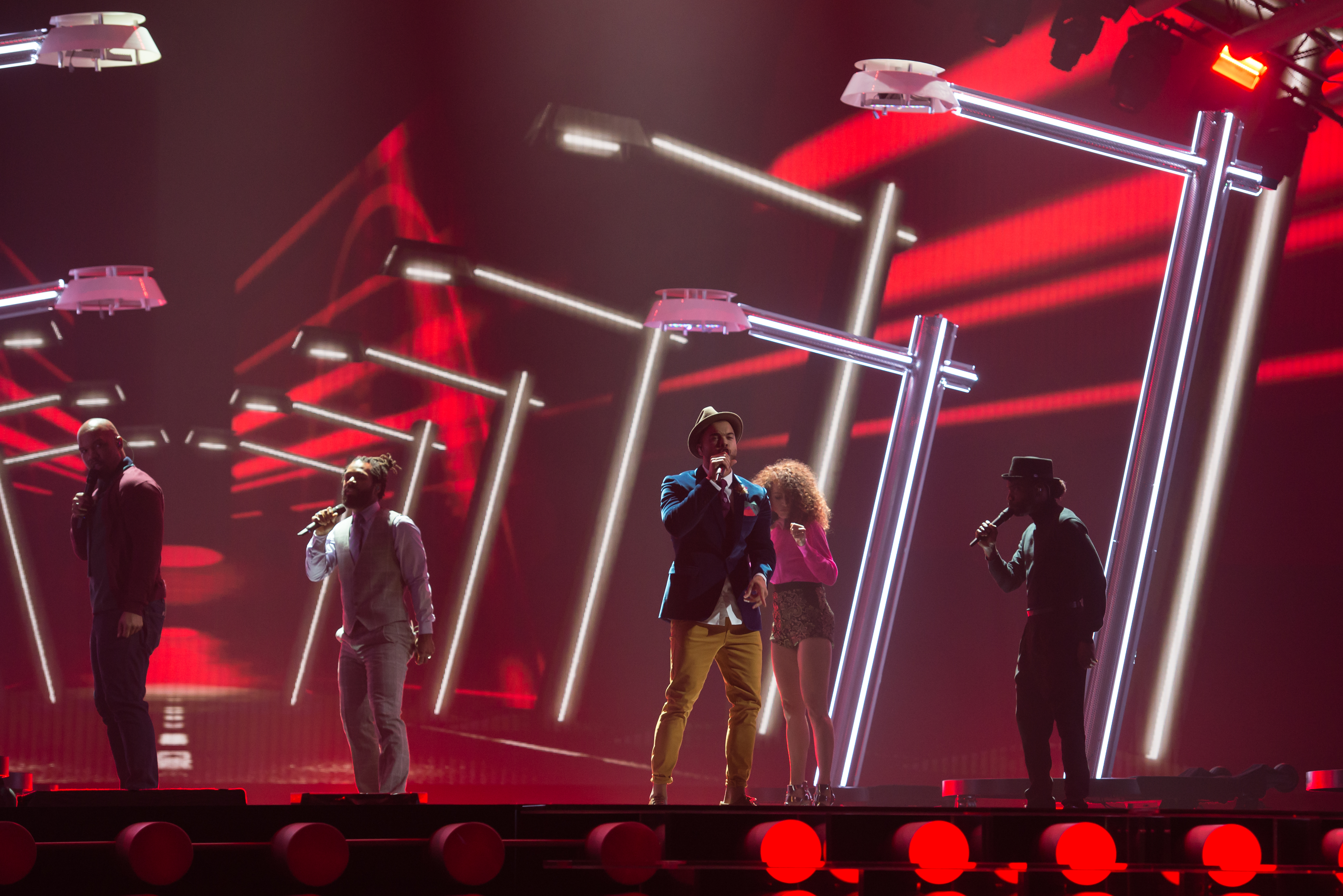
Guy Sebastian Bécsben (2015)
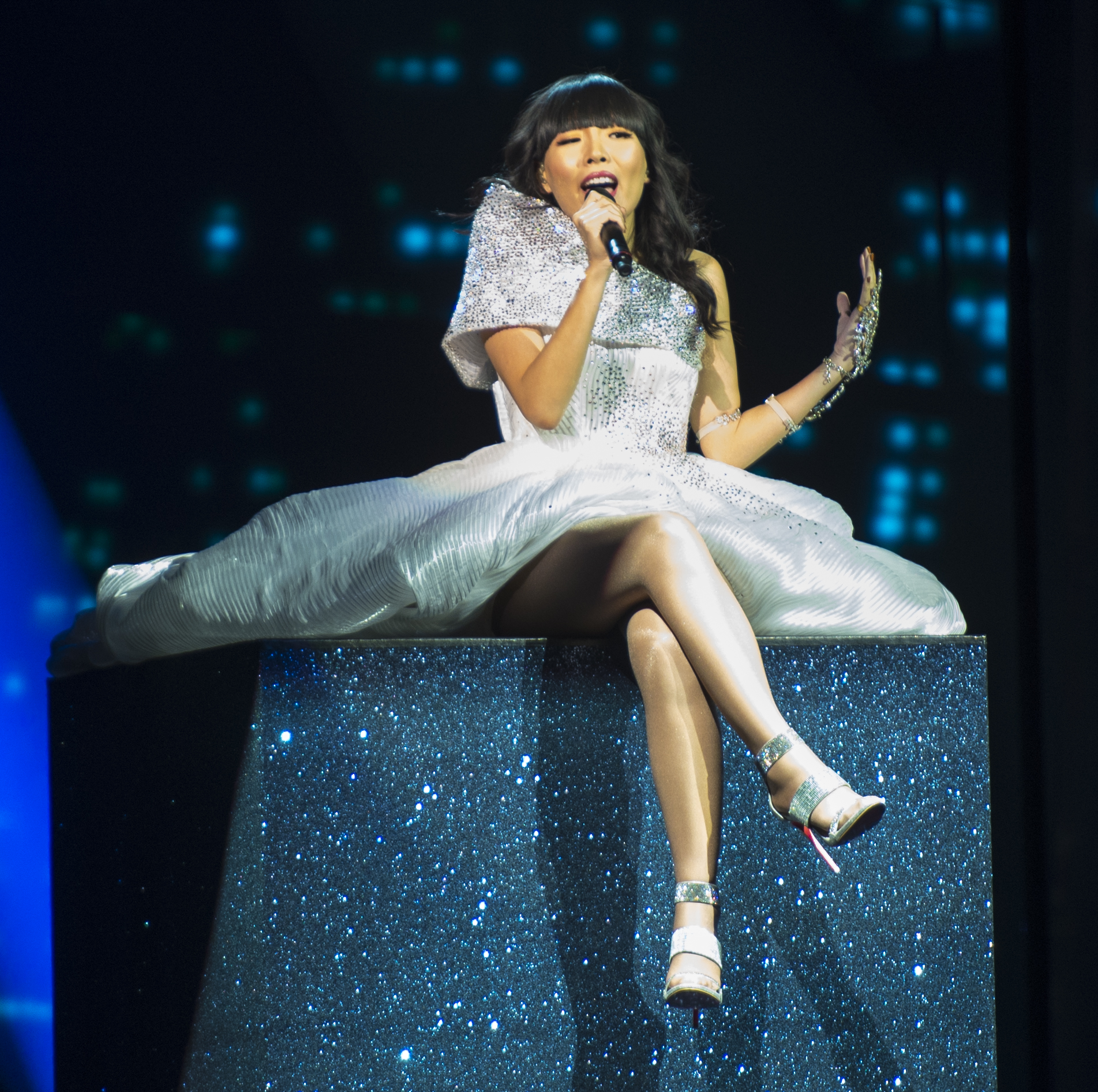
Dami Im Stockholmban (2016)
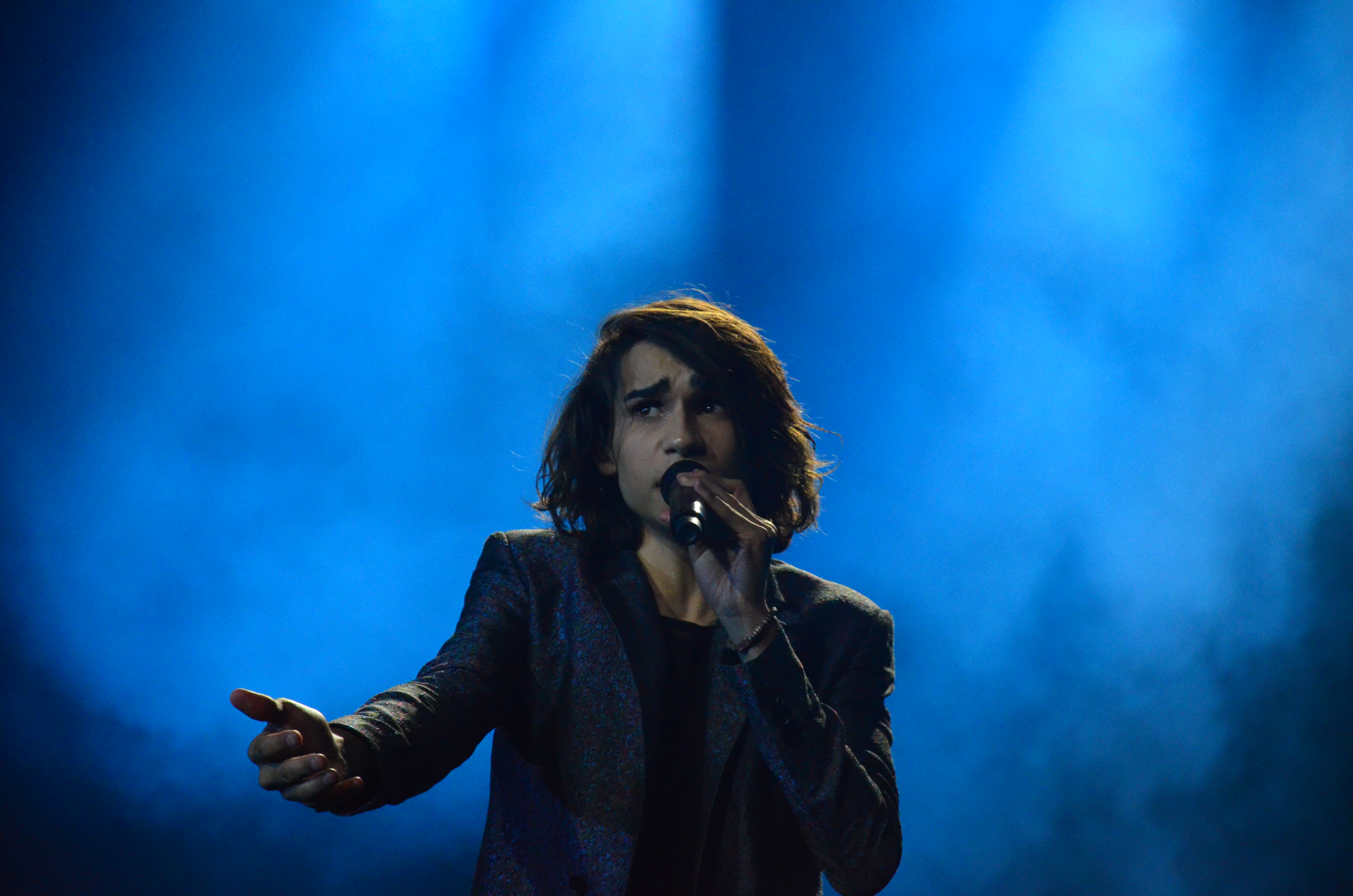
Isaiah Kijevben (2017)
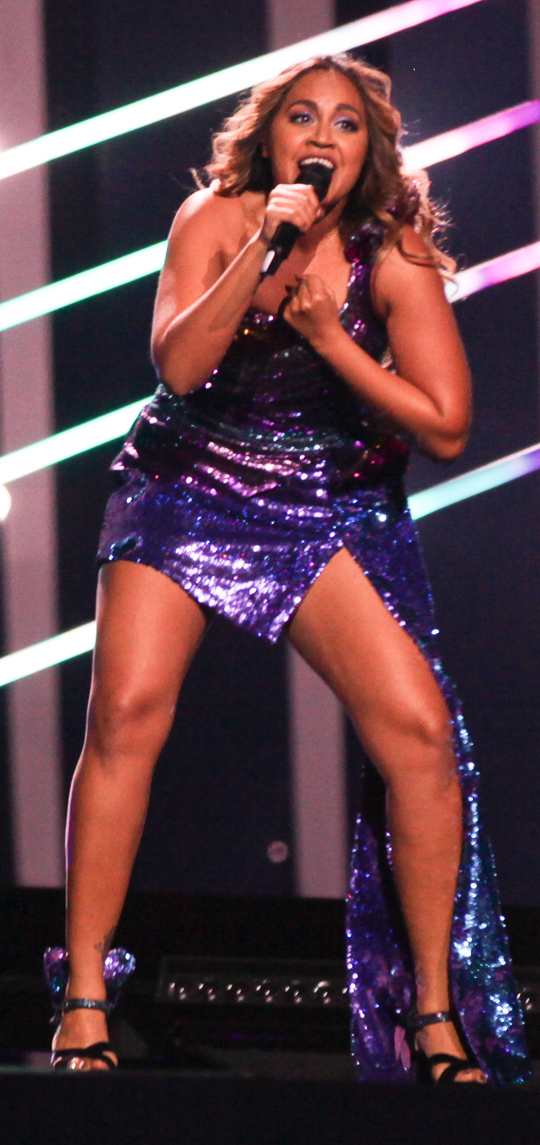
Jessica Mauboy Lisszabonban (2018)
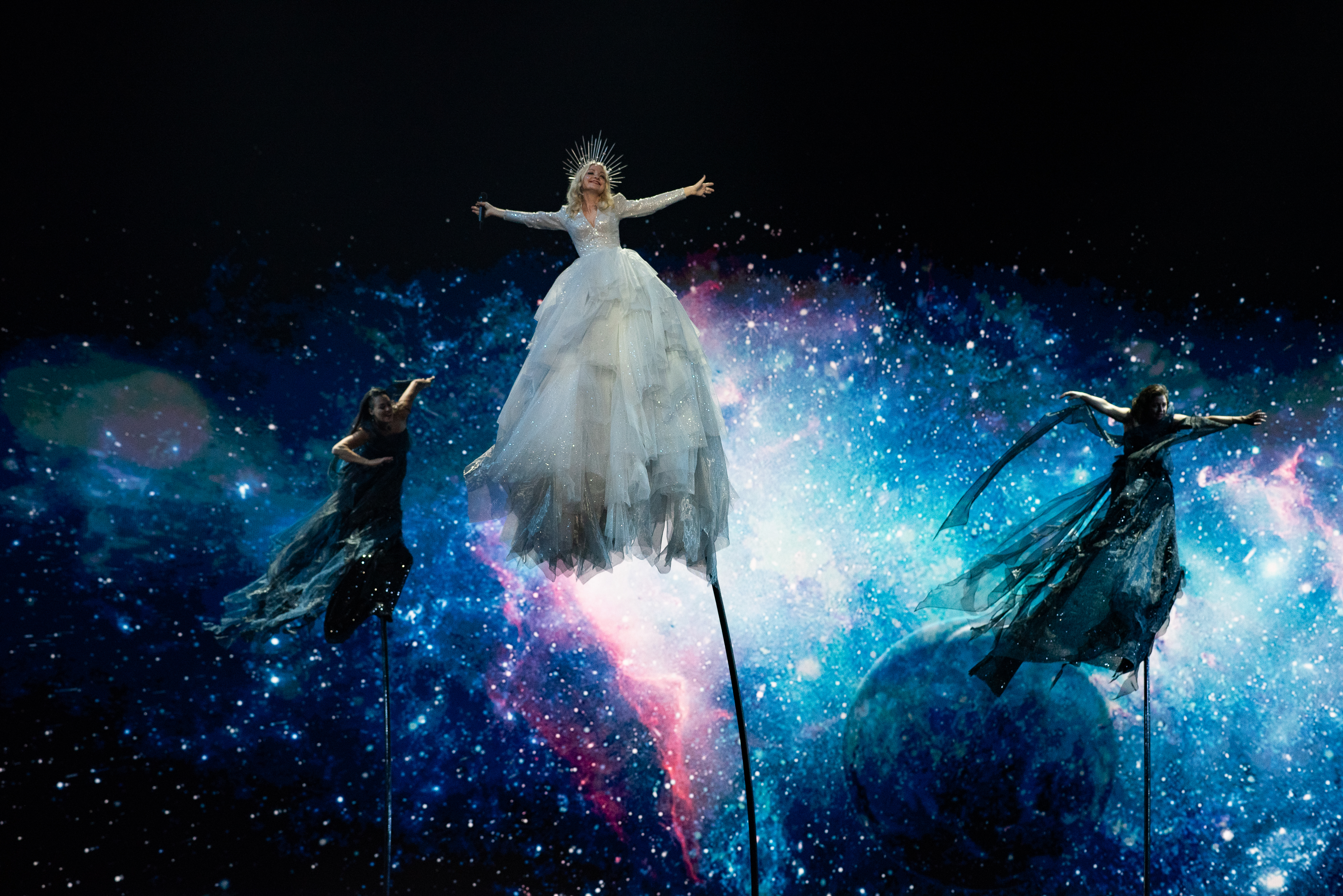
Kate Miller-Heidke Tel-Avivban (2019)
Montaigne felvételről Rotterdamban (2021)
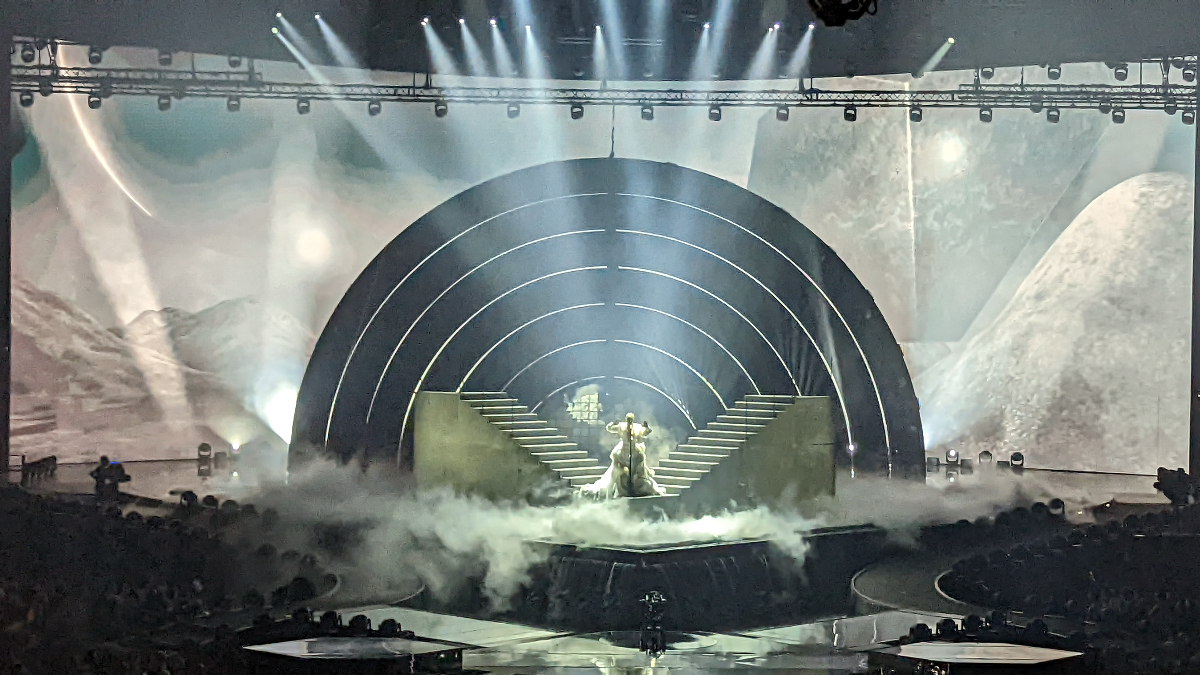
Sheldon Riley Torinóban (2022)
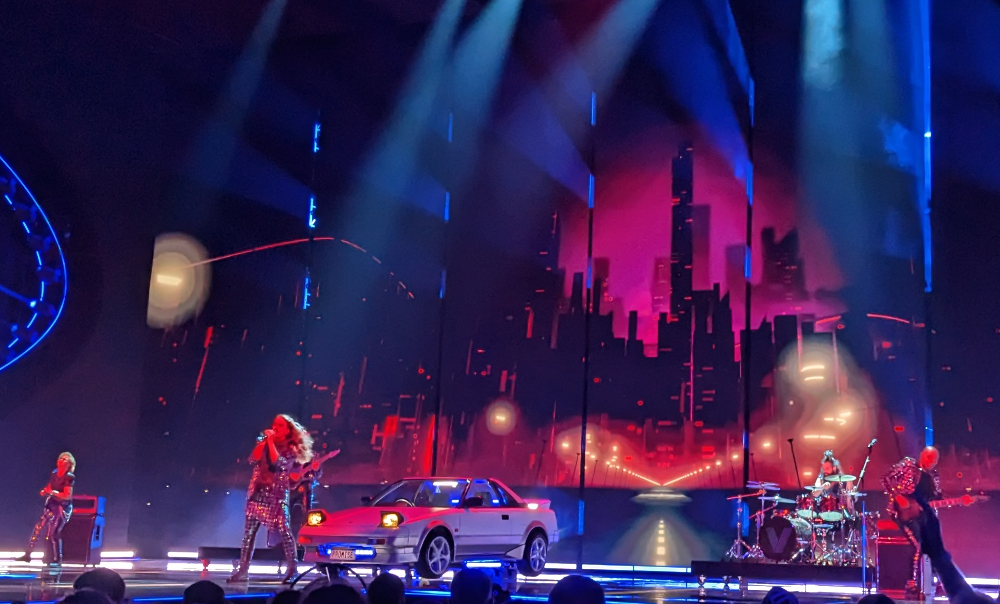
A Voyager Liverpoolban (2023)
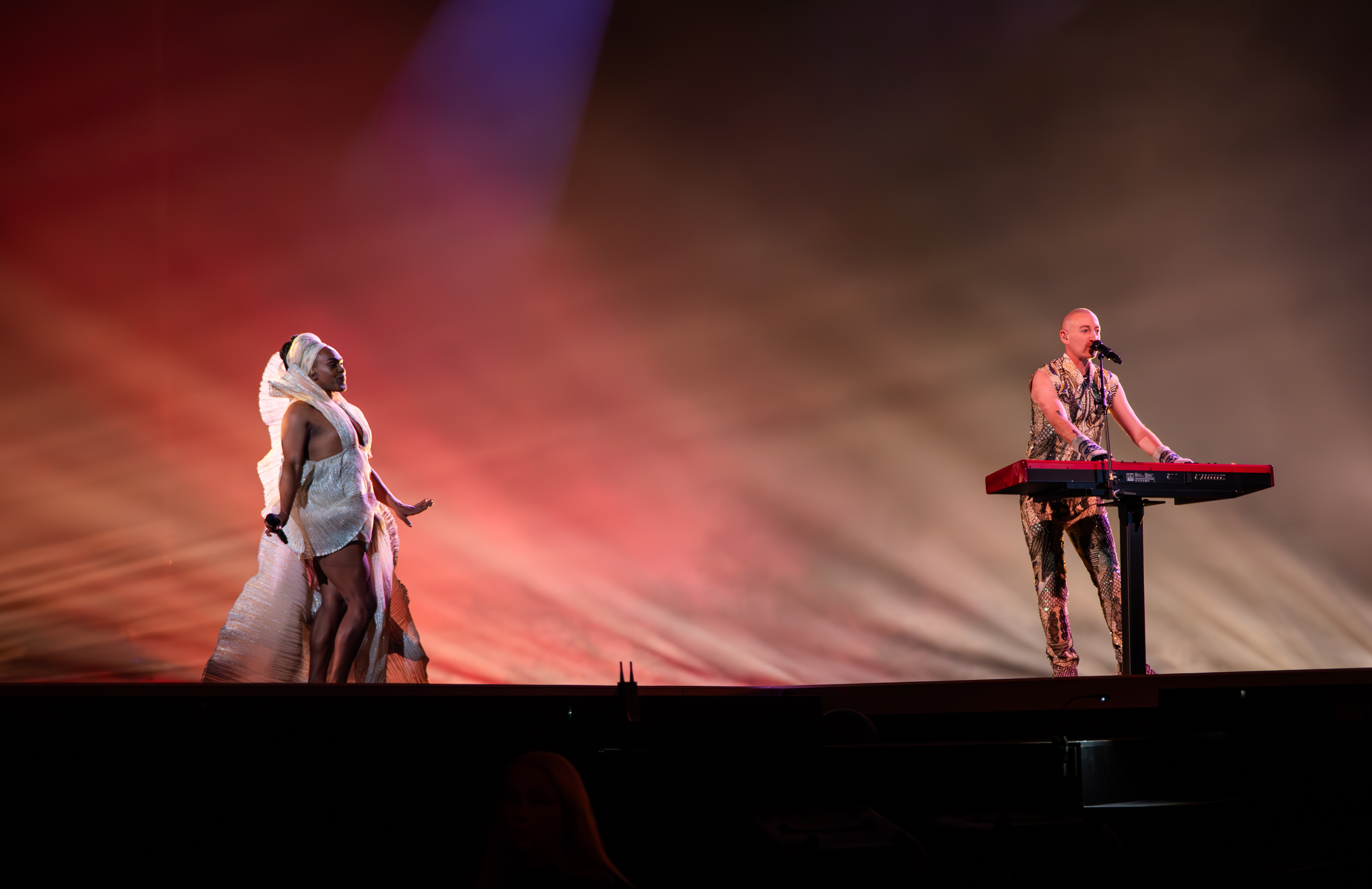
Az Electric Fields Malmőben (2024)
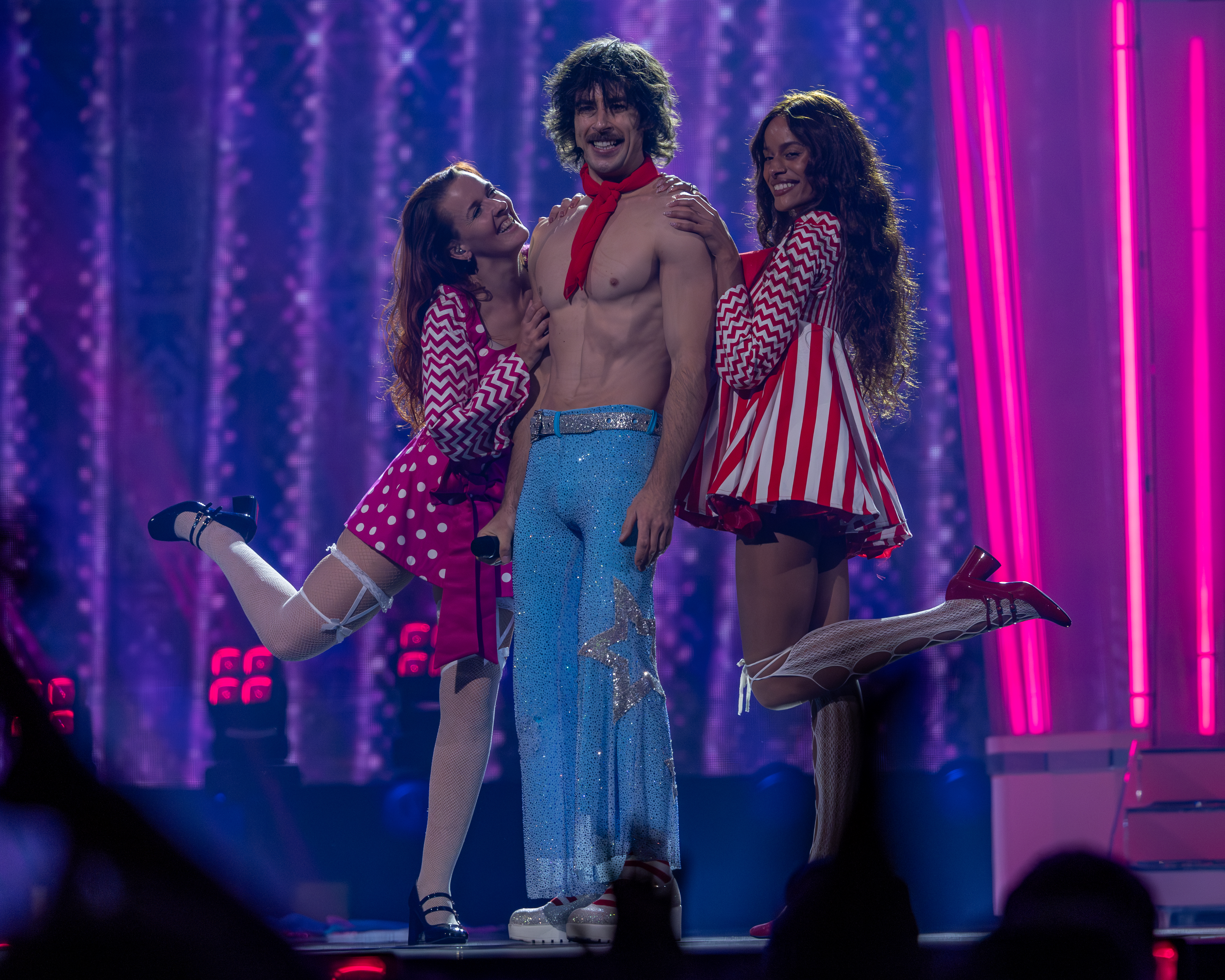
Go-Jo Bázelben (2025)

## Lásd még
- Ausztrália a Junior Eurovíziós Dalfesztiválokon